# تشاد كيمبل
تشاد كيمبل (بالإنجليزية: Chad Kimball)‏ هو ممثل أمريكي، ولد في 2 سبتمبر 1976 في الولايات المتحدة.

## ترشيحات
- جائزة توني عن فئة أفضل ممثل في مسرحية موسيقية [الإنجليزية]‏ (2010)

## وصلات خارجية
- تشاد كيمبل على موقع IMDb (الإنجليزية)
- تشاد كيمبل على موقع ميوزك برينز (الإنجليزية)
- تشاد كيمبل على موقع قاعدة بيانات برودواي على الإنترنت (الإنجليزية)
- تشاد كيمبل على موقع قاعدة بيانات الفيلم (الإنجليزية)